# Académie royale des beaux-arts d'Anvers
Pour les articles homonymes, voir Académie des beaux-arts.
 (septembre 2021).
L'Académie royale des beaux-arts d'Anvers (en néerlandais : Koninklijke Academie voor Schone Kunsten van Antwerpen) est une académie artistique située à Anvers, en Belgique. Existant depuis 1663, l'académie est la quatrième plus ancienne académie artistique en Europe, derrière Rome, Paris et Florence.

## Historique
L'Académie royale des beaux-arts d'Anvers est l'une des plus anciennes d'Europe. Elle a été fondée en 1663 par David Teniers le Jeune, peintre de l'archiduc Léopold-Guillaume de Habsbourg, et de Don Juan d'Autriche. Teniers, maître de la guilde de Saint Luc, a demandé au roi Philippe IV d'Espagne, puis souverain des Pays-Bas espagnols, d'accorder une charte royale afin d'établir une Académie des beaux-arts à Anvers.

## Directeurs (depuis 1762) et doyens (depuis 1996)
- 1762-1777 – Pieter Franciscus Martenisie
- 1778-1794 – André-Bernard de Quertenmont
- 1798-1827 – Guillaume Herreyns
- 1827-1839 – Mathieu-Ignace Van Brée
- 1840-1852 – Gustave Wappers
- 1852-1855 – Jean Antoine Verschaeren
- 1855-1879 – Nicaise de Keyser
- 1880-1885 – Jozef Geefs
- 1885-1890 – Charles Verlat
- 1891-1900 – Albrecht De Vriendt
- 1901-1923 – Julien De Vriendt
- 1923-1936 – Émile Vloors
- 1936-1945 – Isidore Opsomer
- 1946-1946 – Constant Permeke
- 1946-1949 – Isidore Opsomer
- 1949-1962 – Julien Creytens
- 1962-1977 – Mark Macken
- 1977-1983 – L.Theo Van Looij
- 1983-1991 – Gerard Gaudaen (nl)
- 1991-1992 – Walter Villain
- 1992-1995 – Johan Swinnen, dernier « directeur »
- 1996-1997 – Jan Peeters, premier « doyen »
- 1997-2004 – Raf De Smedt
- 2005- – Eric Ubben

## Enseignants célèbres
- Guillaume Geefs, sculpteur à partir de 1873 ;
- Charles Verlat, professeur de peinture d'animaux de à 1890 ;
- Frans Van Leemputten, en 1892 professeur de peinture d'animaux ;
- Linda Loppa dans les années 1980 au département « mode ».

## Étudiants célèbres

### Domaine de lamode
Dans les années 1980, l'Académie voit passer les Six d'Anvers. Ces derniers sont en partie à l'origine de « l'école belge » dans le domaine de la mode[réf. nécessaire], même s'il n'existe pas réellement de « style anversois » en raison du grand nombre de nationalités des étudiants. Par la suite, plusieurs stylistes sortent régulièrement de l'Académie, tels Veronique Branquinho ou Kris Van Assche.